# Quebrada de Chiza
El quebrada de Chiza es un curso de agua intermitente ubicado en la Región de Tarapacá, Chile.  Se forma por la confluencia de varias quebradas en la precordillera y fluye en dirección oeste hasta unirse con el  río Camarones.

## Trayecto
La quebrada del río Chiza se forma cerca del caserío de Chiza por la confluencia de la quebrada de Miñimiñi, que proviene del norte, y la quebrada de Suca. Ambas poseen una extensa red hidrográfica con cabeceras en la precordillera. Entre ellas, el río Suca es el más importante, ya que presenta la mayor longitud y drena laderas de cerros que alcanzan hasta 4000 metros de altitud.

## Caudal y régimen
El caudal de la quebrada experimenta un aumento significativo durante el verano debido al invierno altiplánico, Estas lluvias pueden generar crecidas repentinas y de gran magnitud. Sin embargo, en condiciones normales, el caudal no supera los 10 litros por segundo.: 42 

## Historia
El topónimo "Chiza" es de origen aimara. Deriva de las palabra ch´isi o ch´isa, que se traduce como "frío invernal". El nombre viene dado por la penetración de frío en la temporada de invierno.
Francisco Solano Asta-Buruaga y Cienfuegos escribió en 1899 en su Diccionario Geográfico de la República de Chile sobre el río:
Chisa (Quebrada de).-—En el departamento de Pisagua. Es una abra prolongada, que baja de la inmediación de los Andes y va. hacia el O. á desembocar en la quebrada y río de Camarones como diez kilómetros más arriba de la entrada de estos en el Pacífico. Su fondo es en la mayor parte un valle hondo de altos ribazos con buenos terrenos cultivables, con alguna agua y habitada en parte por naturales de la raza aimará.
Luis Risopatrón describe el poblado y la quebrada en su Diccionario Jeográfico de Chile de 1924:
Chiza (Aldea) 19° 12' 69° 58’. De corto caserío, habitada por indíjenas, tiene una aguada nauseabunda, cuyas aguas dan oríjen a reducidísimos cultivos de alfalfa i de maiz i al desarrollo de uno que otro árbol i se encuentra en la parte superior de la quebrada del mismo nombre, de la de Camarones.

Chiza (Quebrada de) 19° 12' 70° 00’. Es mui profunda, se abre en valles sucesivos, encerrados entre gargantas mas o menos estrechas, con minas de cobre i de plata i reducidos cultivos, corre hácia el W i NW i desemboca en la de Camarones, como a 10 kilómetros antes de su salida al Pacífico; se requiere tres horas para subir sus flancos a caballo i dos horas para bajarlos.
Jorge Boonen, en su Ensayo sobre la geografía militar de Chile la llama también "quebrada de Miñimiñi".